# Amy Poehler
Amy Meredith Poehler (Burlington, Massachusetts, 16 de setembre de 1971) és una actriu i comediant estatunidenca. Coneguda per les seves actuacions en pel·lícules com Mean Girls i Baby Mama, protagonista juntament amb l'actriu Tina Fey. Poehler ha fet aparicions en la sèrie Saturday Night Live imitant als famosos.

## Biografia
Poehler va néixer a Massachusetts, Estats Units, filla d'Eileen i Bill Poehler, tots dos professors, el 1993 es va graduar a la Universitat de Boston. Després de graduar-se, Poehler es va traslladar a Chicago, on va estudiar juntament amb la seva amiga i futura estrella, Tina Fey. També va estudiar amb Del Close en ImprovOlympic, va passar a formar part de l'empresa de turisme, així com l'ensenyament de les classes en iO.

### Saturday Night Live
Poehler també ha fet imitacions memorables de Kelly Ripa, Avril Lavigne, Sharon Osbourne, Paula Abdul, Hillary Clinton, Sharon Stone i Michael Jackson.
Poehler es va unir al ventall de Saturday Night Live després de la seva participació amb el Upright Citizens Brigade, un grup d'improvisació de teatre format originalment a Chicago. Els altres membres d'Upright Citizens Brigade són Matt Besser, Matt Walsh i Ian Roberts.
Poehler ha imitat diverses figures famoses, actors, actrius, i cantants en les seves aparicions en la sèrie Saturday Night Live. A més de totes les seves paròdies es va informar que Poehler es retiraria del programa pel naixement del seu fill. Poehler va tornar a la sèrie el 3 de novembre de 2008, en els capítols "SNL Presidencial 08 Bash", "allotjament", com a Hillary Clinton. El seu retorn a SNL després de l'embaràs va ser el 6 de desembre de 2008, on va romandre durant dues setmanes. Durant la "Actualització del cap de setmana", el 13 de desembre, va agrair a la seva família, amics i fans pel suport i va anunciar que seria el seu últim espectacle. El 18 d'abril va aparèixer en un especial de Saturday Night Live, El Millor d'Amy Poehler, a l'aire. Poehler va tornar per a actualització de finalització de setmana en la temporada de SNL final amb Will Ferrell el 16 de maig de 2009.

### Parks and Recreation
El juliol de 2008, Variety va comunicar que Poehler estava en les negociacions finals per protagonitzar una sèrie amb els guionistes Greg Daniels i Mike Schur, que s'emetria els dijous abans de [The Office], començant el gener de 2009 a la NBC. El 21 de juliol de 2008, l'NBC va anunciar oficialment la nova sèrie protagonitzada per Poehler, Parks and Recreation, dient que finalment el projecte no seria un spin-off de The Office, com s'havia especulat.
Altres actors que participen en la sèrie són Aziz Ansari, Rashida Jones, Chris Pratt, Aubrey Plaza, Paul Schneider, Nick Offerman, i al final de la segona temporada, Adam Scott i Rob Lowe. Poehler encarna la subdirectora del departament de Parks and Recreation, Leslie Knope, en la ciutat fictícia de Pawnee, Indiana.

### Altres treballs
Poehler va començar la seva carrera en 1999 on va actuar en la pel·lícula Deuce Bigalow: Male Gigolo, pel·lícula protagonitzada per Rob Schneider. Després va aparèixer en la pel·lícula Wet Hot American Summer, després d'aquesta pel·lícula va aparèixer en la famosa comèdia protagonitzada per Lindsay Lohan, Mean Girls, on va actuar com la Sra. George, la mare de Regina George; en la pel·lícula va actuar juntament amb la seva amiga Tina Fey, el mateix any apareix en la pel·lícula The Devil and Daniel Webster, protagonitzada per Jennifer Love Hewitt. També va aparèixer en la pel·lícula Tenacious D in The Pick of Destiny (2006), protagonitzada per Jack Black, el mateix any també va tenir una actuació en la pel·lícula Southland Tales on va interpretar Veronica Mung. El 2008 va posar la seva veu per a la sèrie animada Mighty B!, la súper abella. L'any 2009 va tenir una actuació de veu en la pel·lícula Monstres contra alienígenes, estrenada l'abril de 2009. El febrer de 2009, va començar l'enregistrament de la sèrie còmica Parks and Recreation, i novament tindria una actuació de veu en la pel·lícula Hoodwinked 2: Hood vs. Evil.
També el 2009 va donar veu al personatge Eleonor en The Squeakquel.
Ha presentat quatre vegades la cerimònia del Golden Globes amb la també actiu Tina Fey.

### Vida personal
Poehler va contreure matrimoni amb Will Arnett, actor de la sèrie de FOX, Arrested Development, l'any 2003. La parella ha aparegut en diverses pel·lícules junts, entre elles, Monstres contra alienígenes, Dr. Seuss' Horton Hears a Who!, On Broadway i Spring Breakdown, que es va estrenar al juny de 2009. La parella té dos fills anomenats Archie i Abel, nascuts en 2008 i 2010 respectivament. Al setembre de 2012 diversos mitjans van informar que Arnett i Poehler es van separar després de nou anys de matrimoni.

## Filmografia

### Cinema
| Any  | Pel·lícula                            | Paper                    | Notes                            |
| ---- | ------------------------------------- | ------------------------ | -------------------------------- |
| 1999 | Deuce Bigalow: Male Gigolo            | Ruth                     |                                  |
| 2001 | Wet Hot American Summer               | Susie                    |                                  |
| 2004 | The Devil and Daniel Webster          | Molly Gilchrest          |                                  |
| 2004 | Mean Girls                            | Sra. George              |                                  |
| 2004 | Enveja (Envy)                         | Natalie Vanderpark       |                                  |
| 2006 | Southland Tales                       | Veronica Mung            |                                  |
| 2006 | Tenacious D in The Pick of Destiny    | Truck Stop Waitress      |                                  |
| 2007 | The Ex                                | Carol Lane               |                                  |
| 2007 | Blades of Glory                       | Fairchild Van Waldenberg |                                  |
| 2007 | Shrek Tercero                         | Snow White               | Veu                              |
| 2007 | Mr. Woodcock                          | Maggie Hoffman           |                                  |
| 2008 | Hamlet 2                              | Cricket Feldstein        |                                  |
| 2008 | Dr. Seuss' Horton hears a Who!        | Sally O'Malley           | Veu                              |
| 2008 | Baby Mama                             | Angie Ostrowski          | Guanyà un MTV Movie Awards, 2009 |
| 2009 | Spring Breakdown                      | Gayle                    |                                  |
| 2009 | Monsters vs. Aliens                   | Ordinador                | Veu                              |
| 2009 | Alvin i els esquirols 2               | Eleonor Miller           | Veu                              |
| 2010 | Hoodwinked 2: Hood vs. Evil           | Gretel                   | Veu                              |
| 2010 | Megamind                              | Linda Prickles           | Veu                              |
| 2011 | Alvin and the Chipmunks: Chip-Wrecked | Eleanor                  | Veu                              |
| 2011 | Fight for Your Right Revisited        | Café Patron              | Curtmetrarte                     |

### Televisió
| Any       | Títol                 | Paper                         | Notes           |
| --------- | --------------------- | ----------------------------- | --------------- |
| 2001–2008 | Saturday Night Live   | Ella mateixa, diversos papers | Regular         |
| 2005      | SpongeBob SquarePants | vella Lady (veu)              |                 |
| 2008–2011 | Mighty B!             | Bessie Higgenbottom (veu)     |                 |
| 2009–2015 | Parks and Recreation  | Leslie Knope                  | Paper principal |

## Premis i nominacions

### Nominacions
- 2008. Primetime Emmy a la millor actriu secundària en sèrie còmica per Saturday Night Live
- 2009. Primetime Emmy a la millor actriu secundària en sèrie còmica per Saturday Night Live
- 2010. Primetime Emmy a la millor actriu en sèrie còmica per Parks and Recreation
- 2011. Primetime Emmy a la millor sèrie còmica per Parks and Recreation
- 2011. Primetime Emmy a la millor actriu en sèrie còmica per Parks and Recreation
- 2012. Globus d'Or a la millor actriu en sèrie musical o còmica per Parks and Recreation
- 2012. Primetime Emmy a la millor actriu en sèrie còmica per Parks and Recreation
- 2012. Primetime Emmy al millor guió en sèrie còmica per Parks and Recreation
- 2013. Globus d'Or a la millor actriu en sèrie musical o còmica per Parks and Recreation